# Sun Jiajun
Sun Jiajun (en chino: 孙佳俊; Yichang, 1 de agosto de 2000) es un deportista chino que compite en natación, especialista en el estilo braza.
Participó en los Juegos Olímpicos de París 2024, obteniendo una medalla de oro en la prueba de 4 × 100 m estilos. Ganó una medalla de bronce en el Campeonato Mundial de Natación de 2023, en la prueba de 50 m braza.

## Palmarés internacional
| Juegos Olímpicos   | Juegos Olímpicos | Juegos Olímpicos  | Juegos Olímpicos  |
| Año                | Lugar            | Medalla           | Prueba            |
| ------------------ | ---------------- | ----------------- | ----------------- |
| 2024               | París (Francia)  | Medalla de oro    | 4 × 100 m estilos |
| Campeonato Mundial |                  |                   |                   |
| Año                | Lugar            | Medalla           | Prueba            |
| 2023               | Fukuoka (Japón)  | Medalla de bronce | 50 m braza        |